# Grundfjeld
 Denne artikel bør gennemlæses af en person med fagkendskab for at sikre den faglige korrekthed.

Et grundfjeld er den del af en klippeplanets skorpe, der ligger under de sedimentære aflejringer. Det er den krystallinske, allernederste del af undergrunden. På Jorden, som er en klippeplanet, findes der granitisk/gnejsisk grundfjeld i alle kontinenter, hvorfor grundfjeld også omtales som kontinentalplader.[kilde mangler]